# Список умерших в 1362 году

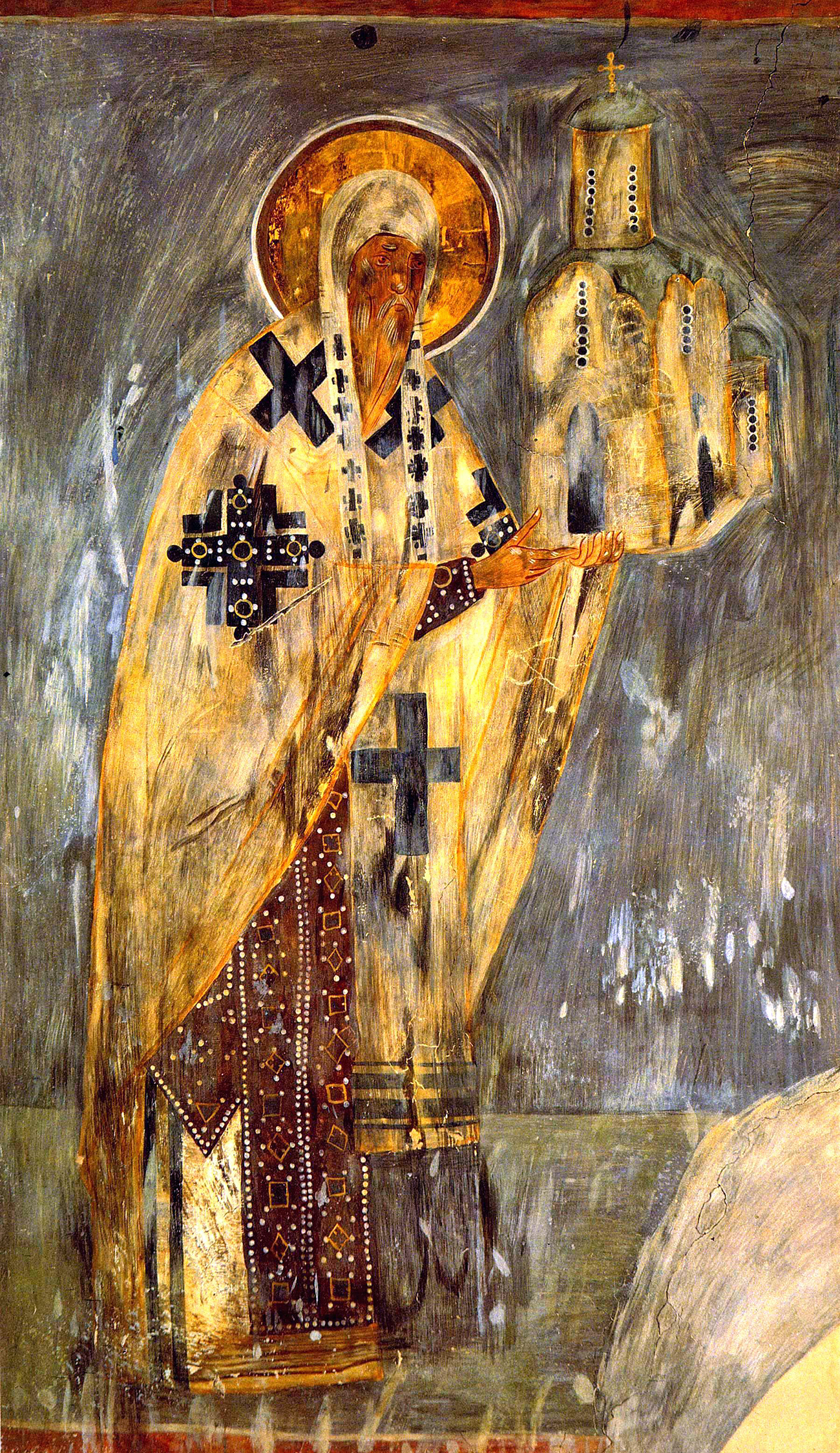
Моисей

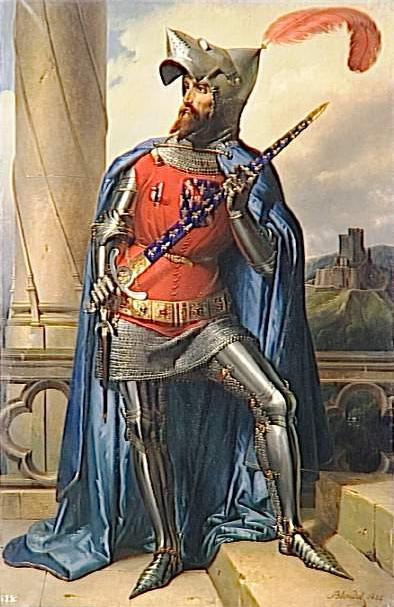
Жак I де Бурбон

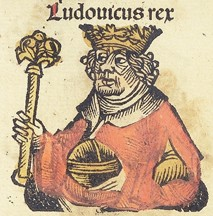
Людовик Тарентский

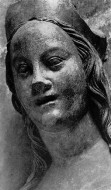
Анна Свидницкая

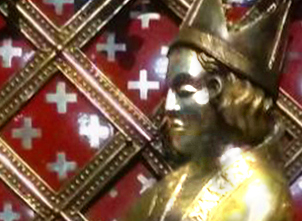
Беренгер де Крейль

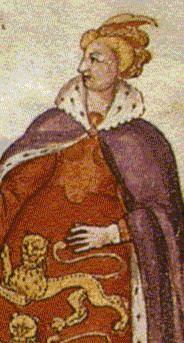
Джоан Тауэрская

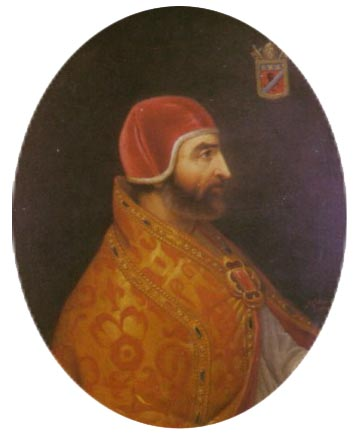
Иннокентий VI

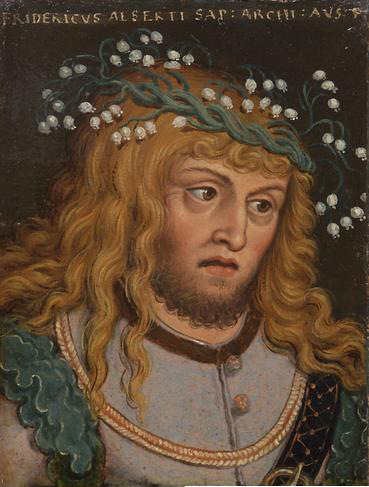
Фридрих III

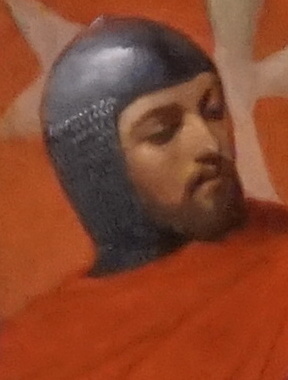
Костандин IV

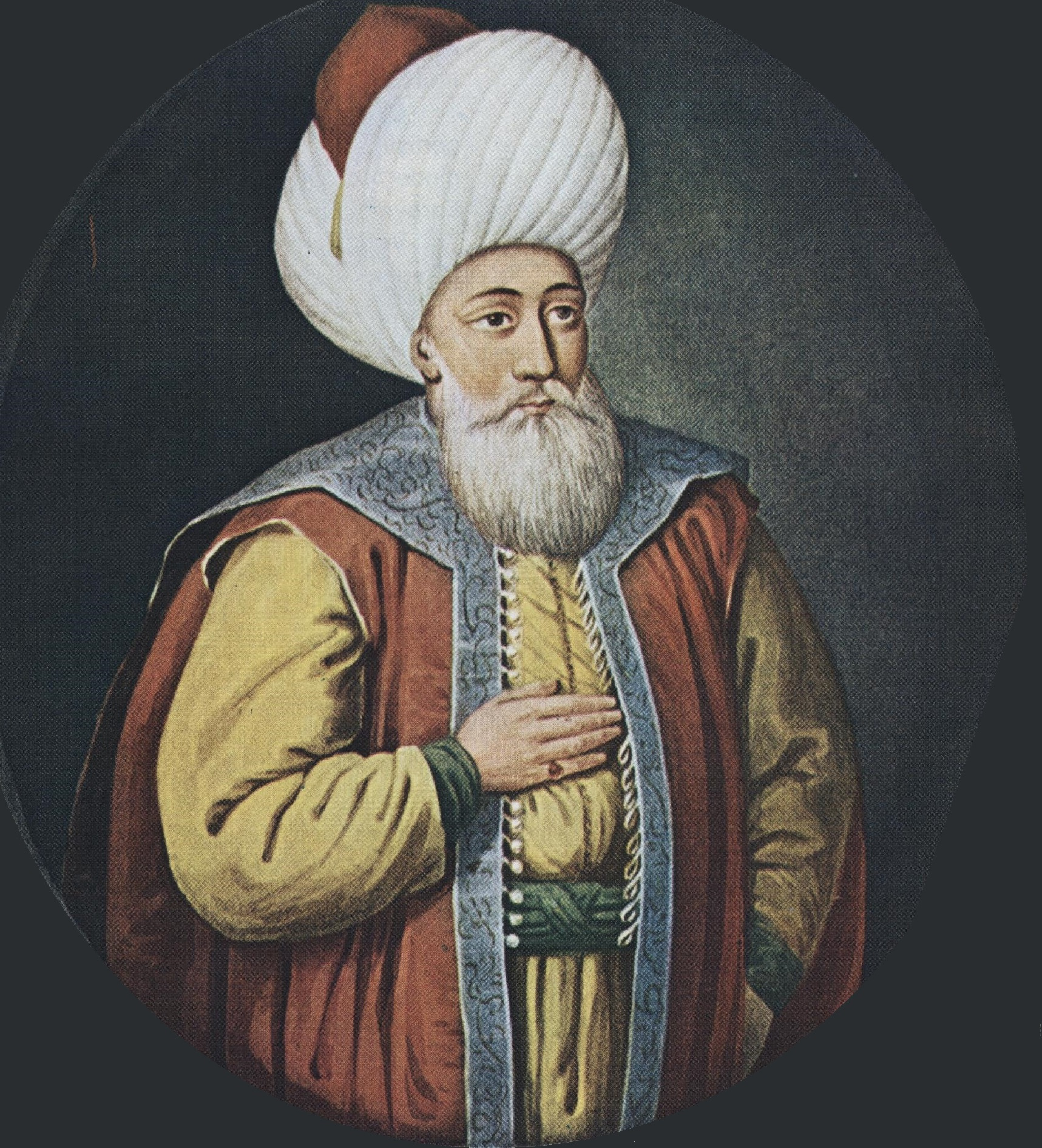
Орхан Гази

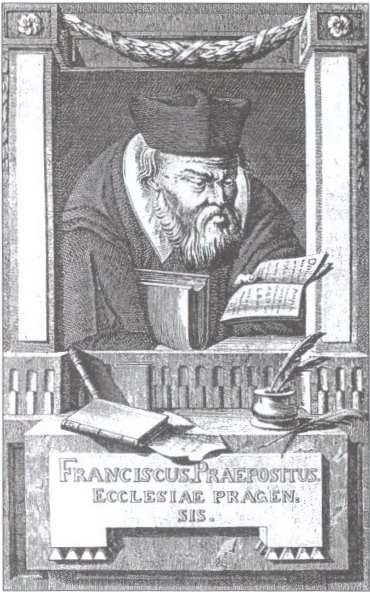
Франтишек Пражский

В этой статье представлен список известных людей, умерших в 1362 году.
См. также: Категория:Умершие в 1362 году

## Январь
- 25 января — Моисей — архиепископ Новгородский и Псковской (1325—1331, 1352—1359)
- Томас Мэнни[англ.] — единственный сын и наследник Маргарет, 1-й герцогини Норфолк и Уолтера Мэнни, 1-го барона Мэнни; утонул в колодце в возрасте 5 лет.

## Февраль
- 25 февраля или 26 февраля — Жан II де Шалон-Арле — сеньор д’Арле, де Витто, д’Аргёль и де Кюизо (1322—1362).
- Джованни Скарлатти[итал.] — архиепископ Пизы, примат Корсики и Сардинии (1348—1362)

## Март
- 14 марта — Ричард де Уиллоуби[англ.] — лорд главный судья Англии и Уэльса (1332, 1333—1337, 1338—1340)
- 28 марта — Николас Росселл[фр.] — кардинал-священник de S. Sisto (1356—1362), первый арагонский кардинал.
- Иоанн III Великий Комнин — император Трапезунда (1342—1344).

## Апрель
- 6 апреля:
  - Жак I де Бурбон — граф де Ла Марш (1341—1362), граф де Понтье (1351—1360), коннетабль Франции (1354—1356), основатель ветви Бурбон-Ла-Марш, французский военачальник во время Столетней войны; погиб в битве при Бринье;
  - Людовик I де Форе (23) — граф Форе (1358—1362); погиб в битве при Бринье.
- 9 апреля — Роберт Де Стратфорд[англ.] — епископ Чичестера (1337—1362), лорд-канцлер Англии (1337—1338, 1340), канцлер Оксфордского университета (1335—1338).
- 10 апреля — Матильда Ланкастер (Мод) (23) — дочь Генри Гросмонта, герцогиня-консорт Баварско-Штраубингская (1353—1362), графиня-консорт Голландии и Зеландии (1354—1362), графиня-консорт Геннегау (1356—1362), жена Вильгельма I.
- 25 апреля — Мухаммад VI аль-Ахмар — эмир Гранады из династии Насридов (1360—1362), казнён королём Кастилии Педро I.
- Пьер I де Бурбон — граф де Ла Марш (1362). Умер от ран, полученных в битве при Бринье.

## Май
- 15 мая — Гильом Бертран де Коломбье[фр.] — епископ Суассона (1349—1362)
- 26 мая — Людовик Тарентский — король Неаполитанского королевства и граф Прованса и Форкалькье как муж и соправитель Джованны I (1346—1362), князь Таранто (1346—1362)

## Июль
- 6 июля — Цаган-Тэмур — уйгурский полководец. В период поздней Юань отличился в подавлении восстания Красных повязок. Убит собственным заместителем.
- 7 июля — Агнесса Жаганьская, силезская княжна из глогувской линии династии Силезских Пястов, жена князя Легницы и Бжега Людвика I.
- 11 июля — Анна Свидницкая — дочь князя Генриха II Свидницкого, императрица-консорт Священной Римской империи, королева-консорт Германии и Чехии (1353—1362), третья жена императора Карла IV.
- 17 июля — Альберт II[англ.] — князь Ангальт-Цербста (1316—1362)
- 22 июля — Жак де Доу[фр.] — епископ Монтобана (1355—1357), епископ Гапа (1357—1362), епископ Нима (1362).
- 26 июля — Беренгер де Крейль[англ.] — епископ Жироны (1348—1362), первый президент женералитета Каталонии (1359—1362).

## Август
- 5 августа — Джон Гинвелл[англ.] — епископ Линкольна (1347—1362).
- 6 августа — Джон Дарси (12), английский аристократ, крупный землевладелец из северной части королевства, 3-й барон Дарси из Найта (1356—1362).
- 30 августа — Вильгельм да Пастренго[итал.] — итальянский политик и писатель, друг Франческо Петрарки

## Сентябрь
- 1 сентября — Мария Ланкастерская — дочь Генри Плантагенета, 3-го графа Ланкастер, баронесса-консорт Перси из Алника (1352—1362), жена Генри Перси, 3-го барона Перси.
- 7 сентября:
  - Джоан Тауэрская (41) — младшая дочь английского короля Эдуарда II Плантагенета, королева-консорт Шотландии (1329—1362), жена короля Давида II Шотландского;
  - Жан Жермен[фр.] — епископ Шалон-сюр-Сона (1357—1361), епископ Осера (1362).
- 9 сентября — Иоанн де Сен-Поль[англ.] — архиепископ Дублина (1349—1362), лорд-канцлер Ирландии.
- 12 сентября:
  - Гарчи II Фернандес Манрике де Лара[исп.] — сеньор де Амуско и один из лидеров Кастилии; умер от чумы;
  - Иннокентий VI — папа римский (1352—1362).
- 15 сентября:
  - Вильгельм фон Геннек[англ.] — архиепископ Кёльна, герцог Вестфалии (1349—1362);
  - Готфрид фон Вайзенек[нем.] — епископ Пассау (1342—1362).
- 28 сентября — Джон де Пилмур[англ.] — епископ Мори.
- 29 сентября — Уолтер де Фоконберг, английский аристократ, 4-й барон Фоконберг (1349—1362).
- Кильдибек, хан Золотой Орды (1361—1362).

## Октябрь
- 14 октября — Уголино Гонзага[итал.] — итальянский кондотьер, правитель Мантуи (1360—1362) совместно с отцом Гвидо Гонзаго и братьями Людовиком и Франческо; убит братьями.
- 30 октября — Бертрандо де Мейшонс[фр.] — епископ Апта (1348—1358), архиепископ Неаполя (1358—1362}.

## Ноябрь
- 29 ноября — Роберто Алидози — сеньор Имолы (1350—1361).

## Декабрь
- 7 декабря — Бартоломео Караччоло — неаполитанский дипломат и историк.
- 10 декабря — Фридрих III (15) — герцог Австрии совместно с Рудольфом IV (1358—1362).
- 21 декабря — Костандин IV (49) — король Киликийской Армении (1344—1362) из династии Хетумидов.
- Сантюль IV д’Астарак — граф Астарака (1330—1362)

## Дата неизвестна или требует уточнения
- Абу Умар Ташуфин — маринидский султан Марокко (1361—1362).
- Ален де Трегье[фр.] — епископ Трегье (1358—1362).
- Аль-Мутадид I[англ.] — халиф Каира (1352—1362); убит.
- Аньоло ди Пьетро[итал.] — итальянский скульптор
- Аспорча-хатун — супруга правителя Османского бейлика Орхана I.
- Балша I — сербский дворянин, основатель династии Балшичей.
- Пьер Берсюир — французский писатель и переводчик.
- Буян Сулдус — один из вождей племени тайджиут, эмир Чагатайского улуса (после 1358), казнён моголами.
- Ван И — китайский художник
- Василий Васильевич — князь Кашинский (1348—1362)
- Генрих V — граф Горицы (1338—1361)
- Гилберт Уэлтон[англ.] — епископ Карлайла (1353—1362)
- Джованни Баронцио[англ.] — итальянский художник. Дата смерти предположительна.
- Джованни I Санудо — герцог Архипелага (1341—1362).
- Джон Моррис[англ.] — лорд-канцлер Ирландии (1345), автор неудачных и неосуществлённых реформ.
- Янош II Другет, венгерский дворянин неаполитанского происхождения.
- Дураш Илич — сербский феодал и военачальник, наместник Верхней Зиты (1326—1362); убит
- Ибн Муфлих — исламский правовед
- Ильяс-бей Саруханоглу — правитель бейлика Саруханогуллары (1345—1362).
- Мартин Хименес де Арготе[исп.] — епископ Кордовы (1350—1362)
- Орхан Гази — второй правитель Османского бейлика (1324—1362).
- Поль де Доу[фр.] — епископ Нима (1361—1362).
- Педро де Пау[исп.] — генеральный викарий Афинского герцогства (1359—1362); убит во время народного восстания.
- Пуччо ди Симоне, живописец итальянского проторенессанса флорентийской школы.
- Раймондо Бианчи[итал.] — епископ Брешии (1359—1362)
- Ринальдо Кавальчини[англ.] — итальянский поэт, друг Петрарки
- Роман — митрополит Литовский (1355—1362).
- Сантюль IV д’Астарак, граф Астарака (с ок. 1330).
- Сри Викрама Вира[англ.] — раджа Сингапура (1347—1362)
- Тадеа да Римини[итал.] — сеньора-консорт Римини и сеньора-консорт Пезаро (до 1326), жена Пандольфо I Малатесты
- Томмазо II ди Савойя[итал.] — епископ Турина (1348—1362).
- Тур Али-бек, первый бей Ак-Коюнлу (1340—1362).
- Уильям де Пальморна[англ.] — ректор Оксфордского университета (1350—1351).
- Уолтер Стюарт — граф Файф (на правах жены) (1360—1362), муж Изабеллы (графиня Файф)
- Франтишек Пражский — первый официальный хронограф эпохи Карла I (XIV век).
- Хуан Лукронио[исп.] — епископ Хаэна (1357—1358), епископ Сигуэнсы (1358—1361), епископ Бургоса (1361—1362).
- Хуан Лусеро[исп.] — епископ Саламанки (1339—1361), епископ Сеговии (1361—1372)
- Якопо Таленти[итал.] — итальянский архитектор